# Reprezentacja Chin w koszykówce kobiet
Reprezentacja Chin w koszykówce kobiet narodowy zespół koszykarek Chin. Reprezentuje swój kraj w rozgrywkach międzynarodowych, od 1956 r.
Obecnie trenerem reprezentacji jest Sun Fengwu. Chinki zdobyły dwa medale Igrzysk Olimpijskich (srebro w 1992 oraz brąz w 1984).

## Sukcesy
- Igrzyska Olimpijskie:
  -  1992
  -  1984

- Mistrzostwa Świata:
  -  1994
  -  1983

- Mistrzostwa Azji:
  -  1976, 1986, 1990, 1992, 1994, 1995, 2001, 2004, 2005, 2009, 2011
  -  1978, 1980, 1982, 1984, 1988, 2007
  -  1997